# 무림지존
무림지존(摩登如來神掌, 武林志尊, Kung Fu Vs Acrobatic - Thunderbolt '91)은 홍콩에서 제작된 황태래 감독의 1990년 영화이다. 유덕화 등이 주연으로 출연하였고 향화승 등이 제작에 참여하였다.

## 출연

### 주연
- 유덕화
- 진백상
- 왕조현

### 조연
- 원화
- 매소혜

## 제작진
- 미술: 막소기
- 무술감독: 원화
- 책획: 나국강
- 제편: 호조창
- 출품인: 장석거

## KBS 성우진 (1997년 11월 8일)
- 홍시호 - 무호경(유덕화)
- 홍승섭 - 지수(진백상)
- 강희선 - 운라공주(왕조현)
- 윤기황 - 천잠(원화)
- 김현직
- 김규식
- 최옥희
- 윤병화
- 김익태
- 김혜미
- 서광재
- 김소형
- 성완경